# Combinado nórdico nos Jogos Olímpicos de Inverno de 2014 - Equipes
A competição individual em pista longa por equipes do combinado nórdico nos Jogos Olímpicos de Inverno de 2014 foi realizada no dia 20 de fevereiro de 2014 no Centro de Saltos RusSki Gorki localizado na Clareira Vermelha, em Sóchi.

## Medalhistas
|  | AUT Áustria                                             |  | GER Alemanha                                                |  | AUT Áustria                                                  |
|  | Magnus Moan Magnus Krog Jørgen Graabak Håvard Klemetsen |  | Fabian Rießle Björn Kircheisen Johannes Rydzek Eric Frenzel |  | Lukas Klapfer Christoph Bieler Mario Stecher Bernhard Gruber |

## Resultados

### Salto de esqui
A competição de saltos define a ordem de largada dos competidores no cross-country. Cada ponto de diferença em relação ao primeiro colocado resulta em 4 segundos de atraso na largada.
| Posição | Bib | País                                                                            | Distância (m)           | Pontos                        | Diferença |
| ------- | --- | ------------------------------------------------------------------------------- | ----------------------- | ----------------------------- | --------- |
| 1       | 9   | GER Alemanha Fabian Rießle Björn Kircheisen Johannes Rydzek Eric Frenzel        | 126.5 131.0 130.0 129.0 | 481.7 117.0 120.8 121.9 122.0 | —         |
| 2       | 8   | AUT Áustria Lukas Klapfer Christoph Bieler Mario Stecher Bernhard Gruber        | 126.0 133.0 132.5 122.0 | 476.3 114.8 126.7 125.3 109.5 | +0:07     |
| 3       | 10  | NOR Noruega Magnus Moan Magnus Krog Jørgen Graabak Håvard Klemetsen             | 125.5 124.5 123.0 137.5 | 462.8 114.8 107.4 110.4 130.2 | +0:25     |
| 4       | 7   | FRA França Maxime Laheurte Sébastien Lacroix François Braud Jason Lamy-Chappuis | 121.5 130.0 129.5       | 455.2 106.3 108.4 120.0 120.5 | +0:35     |
| 5       | 2   | CZE República Checa Tomáš Portyk Tomáš Slavík Miroslav Dvořák Pavel Churavý     | 124.0 119.5 124.0 125.5 | 440.0 113.9 104.2 111.9 110.0 | +0:56     |
| 6       | 6   | JPN Japão Akito Watabe Yūsuke Minato Hideaki Nagai Yoshito Watabe               | 128.0 110.5 123.5 126.0 | 433.3 120.9 90.2 108.2 114.0  | +1:05     |
| 7       | 1   | RUS Rússia Ernest Yahin Niyaz Nabeev Ivan Panin Evgeny Klimov                   | 116.5 121.0 118.5 130.5 | 426.2 96.0 105.0 101.5 123.7  | +1:14     |
| 8       | 5   | USA Estados Unidos Todd Lodwick Taylor Fletcher Bill Demong Bryan Fletcher      | 116.5 112.5 121.5 115.0 | 397.6 99.9 92.5 108.0 97.2    | +1:52     |
| 9       | 4   | ITA Itália Armin Bauer Lukas Runggaldier Samuel Costa Alessandro Pittin         | 112.0 110.5 120.0 116.5 | 383.9 88.7 106.3 100.2        | +2:10     |
|         | 3   | FIN Finlândia Ilkka Herola Mikke Leinonen Janne Ryynänen Eetu Vähäsöyrinki      | DNS                     | DNS                           | DNS       |

### Cross-country
| Posição           | Bib | País                                                                            | Atraso na largada | Tempo cross country                     | Pos. cross country | Diferença |
| ----------------- | --- | ------------------------------------------------------------------------------- | ----------------- | --------------------------------------- | ------------------ | --------- |
| Medalha de ouro   | 3   | NOR Noruega Magnus Moan Håvard Klemetsen Magnus Krog Jørgen Graabak             | 0:25              | 46:48.5 11:22.9 11:45.8 11:42.6 11:57.2 | 1                  | —         |
| Medalha de prata  | 1   | GER Alemanha Eric Frenzel Björn Kircheisen Johannes Rydzek Fabian Rießle        | 0:00              | 47:13.8 11:48.2 11:45.9 11:42.6 11:57.1 | 3                  | +0.3      |
| Medalha de bronze | 2   | AUT Áustria Lukas Klapfer Christoph Bieler Bernhard Gruber Mario Stecher        | 0:07              | 47:09.9 11:40.5 11:47.1 11:43.4 11:58.9 | 2                  | +3.4      |
| 4                 | 4   | FRA França Sébastien Lacroix François Braud Maxime Laheurte Jason Lamy-Chappuis | 0:35              | 47:51.3 11:42.2 11:53.6 12:23.3 11:52.2 | 6                  | +1:12.8   |
| 5                 | 6   | JPN Japão Hideaki Nagai Yūsuke Minato Yoshito Watabe Akito Watabe               | 1:05              | 47:25.6 12:00.5 11:37.4 12:14.3 11:33.4 | 4                  | +1:17.1   |
| 6                 | 8   | USA Estados Unidos Bryan Fletcher Todd Lodwick Taylor Fletcher Bill Demong      | 1:52              | 47:43.1 11:52.6 12:37.2 11:38.9 11:34.4 | 5                  | +2:21.6   |
| 7                 | 5   | CZE República Checa Pavel Churavý Tomáš Slavík Miroslav Dvořák Tomáš Portyk     | 0:56              | 48:40.1 12:15.0 12:19.3 11:56.2 12:09.6 | 8                  | +2:22.6   |
| 8                 | 9   | ITA Itália Lukas Runggaldier Armin Bauer Samuel Costa Alessandro Pittin         | 2:10              | 47:54.7 12:06.0 11:44.1 12:00.9 12:03.7 | 7                  | +2:51.2   |
| 9                 | 7   | RUS Rússia Evgeny Klimov Niyaz Nabeev Ernest Yahin Ivan Panin                   | 1:14              | 51:35.8 13:02.8 12:47.8 12:38.3 13:06.9 | 9                  | +5:36.3   |

Legenda
| Recorde mundial      | Recorde mundial (World record)               |                       | Recorde africano                      | Recorde africano (African) |                                           | Q | Classificado por posição (Qualified) |
| Recorde olímpico     | Recorde olímpico (Olympic record)            | Recorde da América    | Recorde da América (Americas)         | q                          | Classificado por melhor tempo (Qualified) |   |                                      |
| Melhor marca do ano  | Melhor marca do ano (World leading)          | Recorde asiático      | Recorde asiático (Asian)              | DNS                        | Não largou (Did not start)                |   |                                      |
| Recorde nacional     | Recorde nacional (National record)           | Recorde europeu       | Recorde europeu (European)            | DNF                        | Não terminou (Did not finish)             |   |                                      |
| Recorde pessoal      | Recorde pessoal do atleta (Personal best)    | Recorde da Oceania    | Recorde da Oceania (Oceania)          | DSQ / DQ                   | Desclassificado (Disqualified)            |   |                                      |
| Recorde da temporada | Recorde da temporada do atleta (Season best) | Recorde sul-americano | Recorde sul-americano (South America) | NM                         | Sem marca (No mark)                       |   |                                      |